# The Formula
The Formula is een Amerikaanse dramafilm uit 1980, geregisseerd door John G. Avildsen met in de hoofdrol Marlon Brando en George C. Scott.

## Synopsis
Een synthetische brandstofformule, bedacht door de nazi's, wordt gezocht door partijen die er winst op willen maken en partijen die het willen vernietigen.

## Ontvangst
De recensies voor de film waren gemengd tot slecht. De film was genomineerd voor vier Razzies maar won er geen. De film was ook genomineerd voor een Oscar voor beste camerawerk maar won die ook niet.

## Rolverdeling
| Acteur            | Personage                        |
| ----------------- | -------------------------------- |
| Marlon Brando     | Adam Steiffel                    |
| George C. Scott   | Lt. Barney Caine                 |
| Marthe Keller     | Lisa Spangler                    |
| John Gielgud      | Dr. Abraham Esau                 |
| G.D. Spradlin     | Arthur Clements                  |
| Beatrice Straight | Kay Neeley                       |
| Richard Lynch     | Gen. Helmut Kladen/Frank Tedesco |
| John van Dreelen  | Hans Lehman                      |

## Nominaties
| Wedstrijd                      | Categorie                       | Ontvanger(s)     | Resultaat   | Ref.  |
| ------------------------------ | ------------------------------- | ---------------- | ----------- | ----- |
| Oscar 1981                     | Best Cinematography             | James Crabe      | Genomineerd |       |
| Golden Raspberry Awards 1980   | Worst Picture                   | Steve Shagan     | Genomineerd | [ 1 ] |
| Golden Raspberry Awards 1980   | Worst Supporting Actor          | Marlon Brando    | Genomineerd | [ 1 ] |
| Golden Raspberry Awards 1980   | Worst Director                  | John G. Avildsen | Genomineerd | [ 1 ] |
| Golden Raspberry Awards 1980   | Worst Screenplay                | Steve Shagan     | Genomineerd | [ 1 ] |
| Stinkers Bad Movie Awards 1980 | Worst Supporting Actor          | Marlon Brando    | Genomineerd |       |
| Stinkers Bad Movie Awards 1980 | Most Annoying Fake Accent: Male | Marlon Brando    | Genomineerd |       |